# Ravilloles
Ravilloles ist eine französische Gemeinde im Département Jura in der Region Bourgogne-Franche-Comté.

## Geographie
Ravilloles liegt auf 625 m, etwa sieben Kilometer nordwestlich der Stadt Saint-Claude (Luftlinie). Das Dorf erstreckt sich im Jura, leicht erhöht auf einem Geländevorsprung zwischen dem Lison und einem Seitenbach, am Südfuß des Mont de la Bosse.
Die Fläche des 7,79 km² großen Gemeindegebiets umfasst einen Abschnitt des französischen Juras. Der südliche Gemeindeteil wird vom Talbecken des Lison eingenommen, der das Gebiet nach Süden zur Bienne entwässert. Dieses Becken bildet die nördliche Fortsetzung des Plateau du Lizon. Es wird im Osten von der Höhe des Bois de Cuttura (bis 820 m) begrenzt. Nach Nordwesten erstreckt sich das Gemeindeareal in ein stark gekammertes Gebiet, in dem mehrere Geländerippen gemäß der Streichrichtung des Juras in Richtung Südsüdwest-Nordnordost orientiert sind und durch Längstäler beziehungsweise das Quertal des Lison untergliedert werden. Zu den Höhen zählen der Mont de la Bosse (900 m), der Mont Fanfi (915 m) und im äußersten Norden der Bois de la Sourde. Die höchste Erhebung von Ravilloles erreicht 980 m Das Gemeindegebiet ist Teil des Regionalen Naturparks Haut-Jura (frz.: Parc naturel régional du Haut-Jura).
Zu Ravilloles gehören der Weiler Sur Montmain (880 m) auf der Jurahöhe westlich des Dorfes sowie einige Einzelhöfe. Nachbargemeinden von Ravilloles sind
- Moirans-en-Montagne und Les Crozets im Norden,
- Leschères im Nordosten,
- Coteaux du Lizon mit Cuttura im Südosten und Saint-Lupicin im Südwesten.

## Geschichte
Seit dem Mittelalter gehörte Ravilloles zum Herrschaftsgebiet der Abtei von Saint-Claude. Im Jahr 1520 wurden dem Ort gewisse Freiheitsrechte zugesprochen. Zusammen mit der Franche-Comté gelangte das Dorf mit dem Frieden von Nimwegen 1678 an Frankreich.

## Sehenswürdigkeiten
Die Kapelle Notre-Dame wurde im 17. Jahrhundert erbaut.

## Bevölkerung
| Jahr                       | 1962 | 1968 | 1975 | 1982 | 1990 | 1999 | 2004 | 2017 |
| Einwohner                  | 304  | 294  | 330  | 332  | 382  | 404  | 464  | 476  |
| Quellen: Cassini und INSEE |      |      |      |      |      |      |      |      |

Mit 444 Einwohnern (Stand 1. Januar 2022) gehört Ravilloles zu den kleinen Gemeinden des Départements Jura. Nachdem die Einwohnerzahl in der ersten Hälfte des 20. Jahrhunderts stets im Bereich von etwa 330 Personen gelegen hatte, wurde seit Beginn der 1970er-Jahre eine deutliche Bevölkerungszunahme verzeichnet.

## Wirtschaft und Infrastruktur
Ravilloles war lange Zeit ein vorwiegend durch die Landwirtschaft, insbesondere Viehzucht und Milchwirtschaft, sowie durch die Forstwirtschaft geprägtes Dorf. Die traditionelle Drechslerei wurde ab 1830 mechanisiert und in Fabriken verlegt. Die Wasserkraft des Lison, der an zwei Orten aufgestaut ist, wurde zur Energiegewinnung und für den Betrieb von Mühlen genutzt. Heute gibt es einige Betriebe des Kleingewerbes, unter anderem ein Unternehmen der Holzverarbeitung. Viele Erwerbstätige sind auch Wegpendler, die in den größeren Ortschaften der Umgebung ihrer Arbeit nachgehen.
Die Ortschaft ist verkehrstechnisch gut erschlossen. Sie liegt an der Departementsstraße D118, die von Lavans-lès-Saint-Claude nach Clairvaux-les-Lacs führt. Weitere Straßenverbindungen bestehen mit Saint-Laurent-en-Grandvaux und Cuttura.